# Erigone pseudovagans
Erigone pseudovagans là một loài nhện trong họ Linyphiidae.
Loài này thuộc chi Erigone. Erigone pseudovagans được Lodovico di Caporiacco miêu tả năm 1935.